# Бешмет
Бешме́т (устар. бешметь, от тат. bişmät) — верхняя одежда у тюрок, народов Кавказа (в частности, адыгов и калмыков) и казаков (донских, кавказских, уральских, а также некрасовцев), распашной (обычно стёганый) полукафтан с прямым разрезом, глухой застёжкой, плотно облегающий грудь и талию, обладающий узкими длинными рукавами и невысоким, примерно 5 см, стоячим воротом из парчи и бархата.
Бешмет надевался на рубаху и под халат или черкеску, хотя в быту мог носиться самостоятельно. Иногда сближается с архалуком (отождествляется с ним или считается закавказской разновидностью). Впоследствии ватный бешмет стал прототипом ватника.
Подол бешмета доходил до колен или чуть выше колен (хотя стёганые бешметы старых казаков были ниже колен и более свободного покроя), с подрезной по талии спинкой (позднее кроили отрезным, с фалдами сзади ниже талии), прямыми цельными полами, обладал боковыми клиньями, образовывавшими фалды. По усмотрению носителя подол также мог доходить как и выше, так и ниже колен. Застёгивался бешмет на ряд воздушных крючков и петель. Карманы бешмета находились по боками ниже талии (они были внутренними) и на груди (бывшие нашивными). В области застёжки и карманов бешмет отделывался серебряными шнурком или тесьмой (из которой также изготовлялись и петельки с пуговицами для застёжки).
Повседневные бешметы зачастую изготовляли из домотканого сукна. Так, у адыгов бешметы (а также черкески, шляпы и башлыки) изготовлялись из сукна из козьего пуха, отличавшегося высоким качеством. У вайнахов бешметы шились из ситца. В казачьих войсках зависимости от утверждённого образца бешметы могли шить из красного или белого кашемира.
Расцветка бешмета была разнообразной. У горцев Дагестана бешмет, равно как и черкеска, изготавливалась из сукна неярких цветов: белого, серого, различных тёмных оттенков. Нарядными у коренных народов Кавказа считался чёрный бешмет. В зависимости от конкретного казачьего войска различались утверждённые покрой и цветовая гамма бешмета. Так, цветовая гамма бешмета и черкески кубанских казаков — красно-чёрная (красно-белая по праздникам), терских — чёрно-синяя. Вне службы казаки могли носить бешметы любых цвета и материала. Пожилые казаки носили бешметы синего, чёрного, коричневого цветов, молодые — красного, бордового, зелёного, голубого. Обычно бешметы (особенно праздничные) шили из тканей фабричного производства: атласа, сатина и прочих; также их изготовляли из шерсти, шёлка, репса и так далее.
Подкладка бешмета изготовлялась из сатина или ситца тёмных цветов и доходила до талии. Бешмет использовался в качестве как и уличной, так и домашней одежды. У народов Кавказа в бешмете без черкески могли ходить дома, работать в поле и выходить на улицу; но в общественных местах, при приёме гостей в помещении, и, разумеется, в прохладную погоду, поверх него обязательно надевали черкеску. Молодые казаки носили бешметы без черкески в летнее время во время гуляний и праздников. Старые казаки носили дома бешметы, стёганные на вате и изготовлявшиеся из синего или в коричнево-белую полоску сатина, а выходя на улицу, обязательно надевали поверх черкеску. Также стёганые бешметы носили в холодное время года мальчики. Некрасовские бешметы были стёгаными на шерсти или вате, изготовлялись из шёлковой ткани типа «хан-атлас» оранжево-желтого цвета с чёрными полосами. Подол некрасовских бешметов был несколько расклёшенным. Терские казачки также, как и мужчины-казаки, носили бешметы. Женский терский бешмет для праздников шился из атласа или шёлка зелёного, чёрного, голубого или коричневого цветов. Украшался он отделкой узким галуном, серебряным шнуром. Рукава бешмета были по кисть, они носились с отворотами. Повседневный же изготовлялся из ситца и не украшался галуном и шнуром. В гардеробе состоятельной терской казачки было два-четыре повседневных бешмета и не менее двух праздничных.
Бешмет подпоясывался так называемым сабельным опоясьем («пояс с убором») — кожаным поясом, украшенным медными и серебряными бляшками, к которому прикреплялся кинжал или сабля. Женский бешмет опоясывался шитым поясом из гладкого бархата, вышитый жемчугом и обладавший медной пряжкой со вставками цветного стекла.
У кавказских народов изготовлением бешмета и других предметов мужской одежды, кроме нижнего белье, занимались исключительно мужчины. Лишь у кумыков бешметы и другую мужскую одежду также шили женщины.
Многие казачьи семьи не могли позволить себе бешметы хорошего качества, поэтому для некоторых случаев (например, на свадьбу сына) они могли одалживать их (равно как и другие предметы одежды вроде черкески или сапог) у других.
Бешмет носился в быту казаков и коренных народов Кавказа до середины XX века, в его качестве также могли носить. У некрасовцев в последние годы перед репатриацией в СССР бешмет служил свадебной одеждой.